# شبگرد آندامان
شبگرد آندامان (نام علمی: Caprimulgus andamanicus) نام یک گونه از تیره شبگردان است.